# Dave Lettieri
Dave Lettieri (* 30. Januar 1964 in Clanton (Alabama)) ist ein ehemaliger US-amerikanischer Radrennfahrer und nationaler Meister im Radsport.

## Sportliche Laufbahn
Lettieri war Bahnradsportler und Teilnehmer der Olympischen Sommerspiele 1988 in Seoul. Das Team mit Dave Lettieri, Mike McCarthy, Leonard Nitz und Carl Sundquist kam in der Mannschaftsverfolgung auf dem 9. Platz.
Bei den Panamerikanischen Spielen 1987 gewann er die Goldmedaille in der Mannschaftsverfolgung. Den nationalen Titel in der Mannschaftsverfolgung holte er gemeinsam mit Steve Hegg und Leonard Nitz 1983. 1986 gewann diese drei Fahrer mit Frankie Andreu erneut den Titel. 1987 gewann Lettieri wieder den Titel mit Nitz, Sundquist und David Brinton. Im Straßenradsport war er 1990 im Lehigh Valley Classic erfolgreich.

## Berufliches
Lettieri wurde nach seiner aktiven Karriere Teammanager und arbeitete unter anderem von 1992 bis 1996 für das Radsportteam Chevrolet-LA Sheriff. Er eröffnete ein Fahrradgeschäft in Santa Barbara (Kalifornien). In der Tour de France 2000 war er als persönlicher Radmechaniker für Lance Armstrong engagiert.